# Arctic Museum Nanoq
Arctic Museum Nanoq er et museum, der ligger i Jakobstad i Finland. Museet har speciale i arktisk kultur og Grønland i særdeleshed. Museet er vært for en udstilling om berømte polarekspeditioner og har mange spændende effekter i sin samling, blandt disse en replika af gondolen fra varmluftsballonen fra S.A. Andrées skæbnesvangre ekspedition samt materiale fra John Phipps' ekspedition til Svalbard i 1770. Yderligere kan man her finde adskillige dokumenter som refererer til de norske polarforskere Fridtjof Nansen og Roald Amundsen.